# Kishollód
Kishollód (1899-ig Gavranyecz, szlovákul: Havranec, ukránul: Havrjanec) község Szlovákiában, az Eperjesi kerület Felsővízközi járásában.

## Fekvése
Felsővízköztől 13 km-re északra, a lengyel határ mellett fekszik.

## Története
A falut a vlach jog alapján ruszinokkal telepítették be a 16. század második felében. A 17. századtól lakói híres zsindelykészítők voltak. A települést 1618-ban „Gawriniecz” néven említik először. A makovicai uradalomhoz tartozott. 1787-ben 8 házában 58 lakos élt.
A 18. század végén Vályi András így ír róla: „CAVRANETZ. Tót falu Sáros Vármegyében, földes Ura G. Szirmay, vagy G. Aspermont Uraság, lakosai katolikusok, fekszik a’ Makovitzai Uradalomban, határja közép termékenységű.”
1828-ban 10 háza volt 79 lakossal. Határában kiterjedt erdőségek találhatók, ennek megfelelően lakói főként erdei munkákkal foglalkoztak.
Fényes Elek 1851-ben kiadott geográfiai szótárában így ír a faluról: „Gavranecz, orosz falu, Sáros vmegyében, a mahoviczi uradalomban, Duplin fil. 20 romai, 57 görög kath., 13 zsidó lak.”
1920 előtt Sáros vármegye Felsővízközi járásához tartozott.

## Népessége
| Év:            | 1994. | 2004.    | 2014. | 2024.    |
| -------------- | ----- | -------- | ----- | -------- |
| Emberek száma: | 13    | 10       | 13    | 15       |
| Eltérés:       |       | -23,07 % | +30 % | +15,38 % |

| Év:            | 2023. | 2024.   |
| -------------- | ----- | ------- |
| Emberek száma: | 14    | 15      |
| Eltérés:       |       | +7,14 % |

1910-ben 77, túlnyomórészt ruszin lakosa volt.
2001-ben 10 lakosából 5 szlovák, 4 ruszin és 1 ukrán volt.
2011-ben 12 lakosából 8 szlovák és 4 ruszin.

## Nevezetességei
Mihály arkangyal tiszteletére szentelt görögkatolikus fatemploma 1949-ben épült.